# Jef Scherens

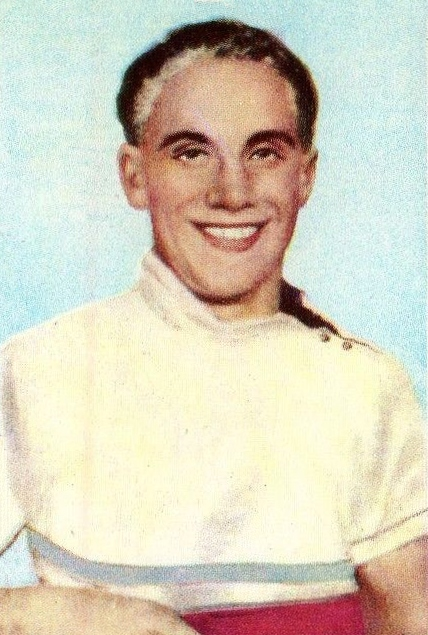
Jef Scherens

Joseph (Jef) Scherens (Werchter, 17 februari 1909 – Leuven, 9 augustus 1986), beter bekend als Poeske Scherens, was een succesvol Belgisch baanwielrenner van eind jaren 20 tot begin jaren 50.
Scherens werd zes keer onafgebroken wereldkampioen sprint op de baan van 1932 tot 1937. In 1938 verloor hij de finale tegen Arie van Vliet. De revanche een jaar later ging niet door omdat de oorlog uitbrak. In de oorlogsjaren werden er geen wereldkampioenschappen gereden, anders had hij er wellicht nog enkele wereldtitels bijgedaan. In 1947, op 38-jarige leeftijd, werd Scherens een laatste keer wereldkampioen. Naast zijn 7 wereldtitels en 16 Belgische titels won Scherens ook alle Grote Prijzen van diverse landen en op een bepaald moment bezat hij alle sprint- en ronderecords van alle grote wielerbanen in Europa.

## Jeugd
Jef Scherens werd geboren als jongste kind in een gezin van vijf. Omdat hij een tenger kereltje was noemde zijn moeder hem Poeterke, een naam die men in het Hageland aan geitjes of lammetjes gaf die snel en lenig waren. Zijn vrienden verbasterden deze bijnaam later tot Poeter en nog later werd het in het Brusselse Poeske. Deze bijnaam zou later tijdens zijn wielercarrière toepasselijk blijken, vanwege zijn snelle eindsprints waarmee hij vaak op het cruciale moment met een katachtige sprong uitviel.
Door de Duitse inval in 1914 tijdens de Eerste Wereldoorlog voelde het gezin Scherens zich geroepen te vluchten naar Frankrijk, in de omgeving van Loudun, waar het veel veiliger was. Pas na de oorlog keerde het gezin weer terug. Op school was hij geen bijster goede leerling en het Comité voor Beroepsoriëntatie raadde hem na zijn schoolperiode dan ook aan acrobaat te worden omdat hij geschikt was voor handenarbeid.
Scherens ging echter werken in een lederfabriek en reed elke dag met de fiets over en weer naar Zaventem. Vanwege zijn hoge rijtempo groeide het idee wielrenner te worden. Via zijn broer Giel kreeg Scherens een fiets te pakken waarmee hij in 1926 zijn debuut maakte. Enige tijd later won hij zes wedstrijden en het jaar erop zelfs 40. Zijn succes sterkte hem in de overtuiging te stoppen met werken en alles op het wielrennen te zetten. In 1928 won hij de openingswedstrijd in Mortsel voor amateurs en rijfde nog 27 andere overwinningen binnen.

## De kampioen
Zijn kwaliteiten als spurter bleven niet onopgemerkt en Edward Van Hove, voorzitter van de Stoempersclub in Leuven bood hem een contract aan om een snelheidswedstrijd te rijden in het Brusselse Sportpaleis. Op 14 oktober 1928 versloeg Scherens daar de toenmalige Belgische kampioen Jules Vervust.
In 1929 reed en won hij nog vijf wegwedstrijden. Datzelfde jaar vervulde hij ook zijn legerdienst en kreeg als rekruut het privilege op specifieke uren te trainen en onder bepaalde voorwaarden verder te fietsen. Een val in 1930 deed hem echter zeven weken het bed houden.
In 1931 verscheen hij echter terug ten tonele en werd Belgisch kampioen bij de profs. Van 1931 tot 1947 zou hij 15 maal snelheidskampioen op de wielerbaan bij de profs worden.
In 1932 reed hij in Rome het wereldkampioenschap tegen de Fransman Lucien Michard. Omdat hun strijd echter 20 minuten lang bleef duren besloot de jury te loten wie er aan de leiding moest vertrekken. Michard werd de uitverkorene en zo won Scherens met zijn befaamde katachtige sprong het wereldkampioenschap wielrennen op de baan. In Leuven, de stad waar hij sinds 1930 woonde, was er een groot feest. Scherens zou nog vijf keer wereldkampioen wielrennen op de baan worden. In 1933 te Parijs, in 1934 te Leipzig, in 1935 te Brussel, in 1936 te Zürich en in 1937 te Kopenhagen. Het wereldkampioenschap van 1938 in Amsterdam verloor Scherens, die nog niet helemaal hersteld was van een val in Vincennes, van de Nederlander Arie van Vliet.
Het jaar daarna, in Milaan kwamen hij en Van Vliet tijdens de finale samen ten val en werd besloten 's anderendaags de wedstrijd voort te zetten. De volgende ochtend brak echter de Tweede Wereldoorlog uit en werd de wedstrijd afgelast.

## Na de oorlog
De eerste wereldkampioenschappen wielrennen vonden in 1946 na zes jaar onderbreking vanwege de oorlog vonden plaats in Zürich, maar Scherens verloor van de Fransman Georges Senfftleben. Het jaar erop, in 1947 wist hij echter te Parijs zijn zevende wereldtitel in de wacht te slepen.
Scherens won ook diverse Grote Prijzen in allerlei landen en wist alle grote sprint- en ronderecords van alle grote wielerbanen in Europa in de wacht te slepen. In 1933 werd hem ook de Nationale Trofee voor Sportverdienste toegekend. Scherens was ook een berucht piloot.
Sinds 1963 wordt er in Leuven jaarlijks de GP Jef Scherens verreden.
1928 Louis Crooy en Victor Groenen · 1929 Georges Ronsse · 1930 Hyacinthe Roosen · 1931 René Milhoux en Jules Tacheny · 1933 Jef Scherens · 1934 Union Sint-Gillis · 1935 Arnold de Looz-Corswarem · 1936 Ernest Demuyter · 1937 Joseph Mostert · 1938 Hubert Carton de Wiart · 1939 Henry de Menten de Horne · 1940 Fernande Caroen · 1941 Jan Guilini · 1942 Pol Braekman · 1943 Albert de Ligne · 1944 niet toegekend · 1945 vliegend personeel van de Belgische sectie van de Royal Air Force · 1946 Gaston Reiff · 1947 Micheline Lannoy en Pierre Baugniet · 1948 Etienne Gailly · 1949 Feru Moulin · 1950 Briek Schotte · 1951 Johny Claes en Jacques Ickx · 1952 André Noyelle · 1953 bemanning van het jacht Omoo (zeilsport) · 1954 Adolf Verschueren · 1955 Roger Moens · 1956 Gilberte Thirion · 1957 Jacky Brichant en Philippe Washer · 1958 René Baeten · 1959 Belgische hockeyploeg bij de mannen · 1960 Flory Van Donck · 1961 Rik Van Looy · 1962 Gaston Roelants · 1963 Aureel Vandendriessche · 1964 Joël Robert · 1965 Eerste Jachtwing van de Belgische Luchtmacht · 1966 Raymond Ceulemans · 1967 Ferdinand Bracke en Eddy Merckx · 1968 Jacky Ickx · 1969 Serge Reding · 1970 Freddy Herbrand · 1971 Miel Puttemans · 1972 Karel Lismont · 1973 Roger De Coster · 1974 Paul Van Himst · 1975 Jean-Pierre Burny · 1976 Ivo Van Damme · 1977 Gaston Rahier · 1978 RSC Anderlecht · 1979 Robert Van de Walle · 1980 Belgische voetbalploeg bij de mannen · 1981 Annie Lambrechts · 1982 Ingrid Berghmans · 1983 Eddy Annys · 1984 André Malherbe · 1985 niet toegekend · 1986 William Van Dijck · 1987 Ingrid Lempereur · 1988 Eric Geboers · 1989 Michel Preud'homme · 1990 Jan Ceulemans · 1991 Jean-Michel Saive · 1992 Annelies Bredael · 1993 Vincent Rousseau · 1994 Brigitte Becue · 1995 Frédérik Deburghgraeve · 1996 Johan Museeuw · 1997 Luc Van Lierde · 1998 Ulla Werbrouck · 1999 Gella Vandecaveye · 2000 Joël Smets · 2001 Kim Clijsters en Justine Henin · 2002 Marc Wilmots · 2003 Stefan Everts · 2004 Axel Merckx · 2005 Tom Boonen · 2006 Kim Gevaert en Tia Hellebaut · 2007 4x100m-estafetteploeg voor vrouwen · 2008 niet toegekend · 2009 Philippe Gilbert · 2010 Philippe Le Jeune · 2011 Kevin Borlée · 2012 Evi Van Acker · 2013 Frederik Van Lierde · 2014 Daniel Van Buyten · 2015 4x400m-estafetteploeg voor mannen · 2016 Nafissatou Thiam · 2017 David Goffin · 2018 Nina Derwael · 2019 Belgische hockeyploeg bij de mannen · 2020 Wout van Aert · 2021 Bashir Abdi · 2022 Remco Evenepoel · 2023 Bart Swings · 2024 Lotte Kopecky
- International Standard Name Identifier: 0000 0003 9110 0893
- Nederlandse Thesaurus van Auteursnamen: 189214910
- Virtual International Authority File: 284896737
- WorldCat: E39PBJxMdPFDR9WQtfwxf44cyd